# 아냐 샤라노비치
아냐 샤라노비치(세르비아어: Aња Шарановић / Anja Šaranović, 1989년 9월 12일 ~ )는 세르비아의 미인 대회 우승자이다. 2010년 미스 세르비아 우승자이며 2010년 미스 인터내셔널과 미스 유니버스 2011에서 세르비아 대표로 참가했다.